# Sten Lundström
Sten Anders Lundström, född 13 december 1952 i  Malmö Sankt Johannes församling, Malmö,  är en svensk politiker (vänsterpartist). Han var ordinarie riksdagsledamot 1998–2006, invald för Malmö kommuns valkrets.
Han är förskollärare.
I riksdagen var han ledamot i bostadsutskottet 1998–2006 och suppleant i Valprövningsnämnden.